# 川口利朗
川口 利朗（かわぐち としろう、1909年7月7日 - 1997年2月20日）は、日本の経営者。本州製紙社長を務めた。静岡県出身。

## 経歴
1936年に東京帝国大学工学部機械工学科を卒業し、同年に王子製紙に入社。
1958年5月に本州製紙に転じ、1964年11月に取締役に就任し、1966年に常務、1969年に専務を経て、1970年11月に副社長に就任し、1971年11月には社長に昇格。1974年11月から1982年6月までに会長を務めた。
1979年11月に勲三等旭日中綬章を受章。
1997年2月20日心不全のために死去。87歳没。